# We dwoje (film)
We dwoje (fr. À nous deux) – francuski melodramat z 1979 roku w reżyserii Claude’a Leloucha. Zdjęcia kręcono w Hawrze, Marsylii, Nicei, Paryżu oraz w Plattsburghu w stanie Nowy Jork.

## Główne role
- Catherine Deneuve – Françoise
- Jacques Dutronc – Simon Lacassaigne
- Jacques Villeret – Tonton Musique
- Paul Préboist – Mimile
- Bernard Le Coq – Fotograf
- Gilberte Géniat – Zézette
- Jacques Godin – Komendant Strauss
- Émile Genest – Szef amerykańskiej policji
- Bernard Crombey – Alain